# Кристол, Уильям
Уильям Кристол (англ. William Kristol; род. 23 декабря 1952, Нью-Йорк) — американский политолог, неоконсерватор.
Основатель и редактор политического журнала «The Weekly Standard» и регулярный комментатор «Fox News Channel».
Сын эссеиста Ирвинга Кристола и историка Гертруды Химмельфарб, племянник социолога Милтона Гиммельфарба.
Выпускник Гарвардского университета (бакалавр искусств, 1973, magna cum laude), степень доктора получил там же в 1979 году.
В 1989—1993 годах руководитель аппарата вице-президента США Джеймса Куэйла.
В 1997 году вместе с Робертом Каганом основал проект «Новый американский век» (PNAC).
В 2019 году подписал «Открытое письмо против политических репрессий в России».
Женат на Сьюзан Шейнберг, имеет троих детей.